# Fussballclub Sankt Gallen 1879 2021-2022
Questa voce raccoglie le informazioni riguardanti il Fussballclub Sankt Gallen 1879 nelle competizioni ufficiali della stagione 2021-2022.

## Stagione
Nella stagione 2021-2022 il San Gallo, allenato da Peter Zeidler, concluse il campionato di Super League al 5º posto. In Coppa Svizzera il San Gallo perse la finale contro il Lugano.

## Rosa
| N. |                       | Ruolo | Calciatore         |
| -- | --------------------- | ----- | ------------------ |
| 1  | Ghana (bandiera)      | P     | Lawrence Ati-Zigi  |
| 3  | Ghana (bandiera)      | D     | Musah Nuhu         |
| 4  | Svizzera (bandiera)   | D     | Leonidas Stergiou  |
| 6  | Svizzera (bandiera)   | C     | Basil Stillhart    |
| 7  | Austria (bandiera)    | A     | Fabian Schubert    |
| 8  | Spagna (bandiera)     | C     | Jordi Quintillà    |
| 9  | Svizzera (bandiera)   | A     | Jérémy Guillemenot |
| 10 | Spagna (bandiera)     | C     | Víctor Ruiz        |
| 11 | Svizzera (bandiera)   | A     | Kwadwo Duah        |
| 13 | Germania (bandiera)   | C     | Leonhard Münst     |
| 14 | Croazia (bandiera)    | D     | Matej Maglica      |
| 15 | Portogallo (bandiera) | D     | Euclides Cabral    |
| 16 | Germania (bandiera)   | C     | Lukas Görtler      |
| 19 | Svizzera (bandiera)   | A     | Julian von Moos    |
| 23 | Kosovo (bandiera)     | D     | Betim Fazliji      |
| 24 | Filippine (bandiera)  | D     | Michael Kempter    |

| N. |                         | Ruolo | Calciatore           |
| -- | ----------------------- | ----- | -------------------- |
| 25 | Germania (bandiera)     | P     | Lukas Watkowiak      |
| 27 | Svizzera (bandiera)     | P     | Armin Abaz           |
| 28 | Svizzera (bandiera)     | A     | Christopher Lungoyi  |
| 29 | Svizzera (bandiera)     | C     | Alessandro Kräuchi   |
| 30 | Svizzera (bandiera)     | C     | Patrick Sutter       |
| 31 | Svizzera (bandiera)     | A     | Alessio Besio        |
| 32 | Svizzera (bandiera)     | C     | David Jaćović        |
| 34 | Svizzera (bandiera)     | A     | Boris Babić          |
| 37 | Svizzera (bandiera)     | C     | Christian Witzig     |
| 44 | Svizzera (bandiera)     | A     | Logan Clément        |
| 45 | Svizzera (bandiera)     | C     | Alex Jankewitz       |
| 50 | Svizzera (bandiera)     | D     | Nicholas Lüchinger   |
| 55 | Burkina Faso (bandiera) | C     | Salifou Diarrassouba |
| 72 | Svizzera (bandiera)     | C     | Bastien Toma         |
|    | Svizzera (bandiera)     | D     | Isaac Schmidt        |

## Organigramma societario
Area tecnica
- Allenatore: Peter Zeidler
- Allenatore in seconda: Boro Kuzmanović, Orest Shala
- Preparatore dei portieri: Stefano Razzetti
- Preparatori atletici: Simon Storm

## Calciomercato

### Sessione estiva
| Acquisti | Acquisti        | Acquisti             | Acquisti |
| R.       | Nome            | da                   | Modalità |
| -------- | --------------- | -------------------- | -------- |
| A        | Logan Clément   | Chênois              |          |
| C        | Leonhard Münst  | Stoccarda II         |          |
| D        | Michael Kempter | Xamax Neuchâtel      |          |
| C        | Ousmane Diakité | Salisburgo           |          |
| D        | Vincent Rüfli   | Stade Lausanne-Ouchy |          |
| D        | Isaac Schmidt   | Losanna              |          |
| A        | Fabian Schubert | Blau-Weiß Linz       |          |

| Cessioni | Cessioni          | Cessioni             | Cessioni |
| R.       | Nome              | a                    | Modalità |
| -------- | ----------------- | -------------------- | -------- |
| A        | Lorenzo González  | Ústí nad Labem       |          |
| A        | Angelo Campos     | Brühl                |          |
| P        | Nico Strübi       | Vaduz                |          |
| C        | Nsana Simon       | Bravo                |          |
| D        | Vincent Rüfli     | Stade Lausanne-Ouchy |          |
| A        | Chukwubuike Adamu | Salisburgo           |          |
| A        | Alessio Besio     | San Gallo U18        |          |
| D        | Michael Heule     | Wil                  |          |
| C        | Jordi Quintillà   | Basilea              |          |
| D        | Yannis Letard     | LASK                 |          |
| D        | Miro Muheim       | Amburgo              |          |
| C        | Fabio Solimando   | Zurigo II            |          |
| D        | Yanik Wiedermann  | San Gallo II         |          |

### Sessione invernale
| Acquisti | Acquisti            | Acquisti   | Acquisti |
| R.       | Nome                | da         | Modalità |
| -------- | ------------------- | ---------- | -------- |
| C        | Bastien Toma        | Genk       |          |
| A        | Christopher Lungoyi | Lugano     |          |
| C        | Alex Jankewitz      | Young Boys |          |
| D        | Matej Maglica       | Stoccarda  |          |
| A        | Julian von Moos     | Vitesse    |          |

| Cessioni | Cessioni        | Cessioni   | Cessioni |
| R.       | Nome            | a          | Modalità |
| -------- | --------------- | ---------- | -------- |
| A        | Élie Youan      | Malines    |          |
| A        | Boubacar Traorè | Metalist   |          |
| C        | Tim Staubli     | Vaduz      |          |
| C        | Ousmane Diakité | Salisburgo |          |

## Risultati

### Super League

#### Prima fase, girone di andata
| Arbitro: | Schnyder |

|              |           |                |
| Ouattara 87’ | Marcatori | 45’, 71’ Youan |

| Arbitro: | Jaccottet |

|                   |           |                       |
| Ruiz 1’ Babić 13’ | Marcatori | 82’ Ugrinić 90’ Tasar |

| Arbitro: | Schnyder |

|                          |           |                 |
| Lavanchy 16’ Ziegler 32’ | Marcatori | 53’ (rig.) Ruiz |

| Arbitro: | Fähndrich |

|               |           |            |
| Lüchinger 63’ | Marcatori | 90’ Hoarau |

| Arbitro: | Cibelli |

|                                         |           |                                     |
| Guillemenot 20’ Kempter 39’ Diakité 67’ | Marcatori | 23’ Gogia 59’ Marchesano 76’ Gnonto |

| Arbitro: | Horisberger |

|                                                             |           |           |
| Diakité 7’ (aut.) Sauthier 14’ Cognat 19’ Rouiller 26’, 71’ | Marcatori | 37’ Youan |

| Arbitro: | Schärer |

|  |           |                 |
|  | Marcatori | 15’, 86’ Cabral |

| Arbitro: | Cibelli |

|                            |           |          |
| Siebatcheu 3’ Mambimbi 47’ | Marcatori | 62’ Duah |

| Arbitro: | San |

|                                               |           |                               |
| Sène 9’, 49’ Bonatini 23’ Bolla 70’ Diani 84’ | Marcatori | 46’ Lüchinger 54’ (rig.) Duah |

#### Prima fase, girone di ritorno
| Arbitro: | Piccolo |

|                          |           |              |
| Duah 35’ Guillemenot 90’ | Marcatori | 85’ Rouiller |

| Arbitro: | Schnyder |

|                        |           |  |
| Sorgić 26’ N'Diaye 52’ | Marcatori |  |

| Arbitro: | San |

|                                        |           |                      |
| Youan 4’ Faivre 47’ (aut.) Diakité 76’ | Marcatori | 82’ (aut.) Stillhart |

| Arbitro: | Schnyder |

|  |           |           |
|  | Marcatori | 87’ Youan |

| Arbitro: | Fähndrich |

|  |           |                 |
|  | Marcatori | 12’ (aut.) Nuhu |

| Arbitro: | Horisberger |

|                                 |           |           |
| Stojilković 39’ Wesley 62’, 64’ | Marcatori | 23’ Youan |

| Arbitro: | Dudic |

|  |           |                               |
|  | Marcatori | 32’, 43’, 58’ Sène 83’ Kawabe |

| Arbitro: | Horisberger |

|            |           |            |
| Sutter 69’ | Marcatori | 45’ Lovrić |

| Arbitro: | Dudic |

|                                          |           |                    |
| Ceesay 28’ (rig.) Kramer 78’ Kamberi 86’ | Marcatori | 7’ (aut.) Omeragić |

#### Seconda fase, girone di andata
| Arbitro: | Cibelli |

|             |           |                                                           |
| Pollero 42’ | Marcatori | 15’, 90’ (rig.) Duah 17’ Görtler 52’ Guillemenot 90’ Toma |

| Arbitro: | San |

|                         |           |                                   |
| Duah 61’, 90’ Besio 85’ | Marcatori | 25’ Fassnacht 44’, 49’ Siebatcheu |

| Arbitro: | Schärer |

|                                                |           |           |
| Ruiz 4’ Guillemenot 10’, 29’ Schubert 63’, 77’ | Marcatori | 2’ Schalk |

| Arbitro: | Fähndrich |

|  |           |                            |
|  | Marcatori | 5’ Duah 90’ (rig.) Görtler |

| Arbitro: | Horisberger |

|                      |           |  |
| von Moos 7’ Duah 66’ | Marcatori |  |

| Arbitro: | San |

|                |           |                          |
| Čalov 56’, 83’ | Marcatori | 20’ Guillemenot 22’ Duah |

| Arbitro: | Schnyder |

|              |           |                 |
| Schubert 45’ | Marcatori | 53’ Stojilković |

| Arbitro: | Horisberger |

|  |           |                                     |
|  | Marcatori | 7’ Maglica 34’ von Moos 89’ Lungoyi |

| Arbitro: | Cibelli |

|                                  |           |                   |
| Schmidt 12’ Görtler 21’ Duah 37’ | Marcatori | 6’ Čumić 9’ Burch |

#### Seconda fase, girone di ritorno
| Arbitro: | Wolfensberger |

|  |           |                                              |
|  | Marcatori | 26’ (rig.) Ruiz 30’ Guillemenot 59’ von Moos |

| Arbitro: | Schnyder |

|                          |           |                                |
| Duah 20’ Guillemenot 65’ | Marcatori | 29’ (aut.) Stergiou 67’ Millar |

| Arbitro: | Schärer |

|                                   |           |                             |
| Schulz 75’ Sorgić 86’ N'Diaye 90’ | Marcatori | 14’ (rig.) Ruiz 83’ Fazliji |

| Arbitro: | Schnyder |

|                                              |           |  |
| Görtler 19’ (rig.) von Moos 32’ Schubert 34’ | Marcatori |  |

| Arbitro: | Wolfensberger |

|  |           |                         |
|  | Marcatori | 68’ Fazliji 88’ Lungoyi |

| Arbitro: | Fähndrich |

|               |           |                             |
| Quintillà 37’ | Marcatori | 10’ Mets 43’ (aut.) Maglica |

| Arbitro: | Wolfensberger |

|                                             |           |                 |
| Elia 7’, 68’ Kanga 61’ (rig.) Fassnacht 62’ | Marcatori | 51’ Guillemenot |

| Arbitro: | Piccolo |

|                                  |           |                               |
| Loosli 18’ Morandi 45’ Momoh 81’ | Marcatori | 60’ (rig.) Quintillà 87’ Duah |

| Arbitro: | Horisberger |

|                                      |           |  |
| Duah 23’, 61’ Görtler 66’ Sutter 78’ | Marcatori |  |

### Coppa Svizzera
| Arbitro: | San |

|  |           |                                                            |
|  | Marcatori | 9’ Schubert 21’ (rig.) Ruiz 32’ Youan 71’ Görtler 89’ Duah |

| Arbitro: | Wolfensberger |

|                         |           |                                                               |
| Munishi 66’ Clément 69’ | Marcatori | 9’, 29’, 40’, 45’ Schubert 60’ Stillhart 74’ Cabral 88’ Besio |

| Arbitro: | Fähndrich |

|              |           |                |
| Farnerud 88’ | Marcatori | 79’, 107’ Duah |

| Arbitro: | Dudic |

|           |           |                           |
| Konan 81’ | Marcatori | 23’ Görtler 66’ Jankewitz |

| Arbitro: | Fähndrich |

|  |           |                               |
|  | Marcatori | 54’ Guillemenot 60’ Quintillà |

| Arbitro: | Schnyder |

|                                                      |           |             |
| Celar 4’ Custodio 44’ Bottani 58’ Haile-Selassie 69’ | Marcatori | 21’ Maglica |

## Statistiche

### Statistiche di squadra
| Competizione   | Punti | In casa | In casa | In casa | In casa | In casa | In casa | In trasferta | In trasferta | In trasferta | In trasferta | In trasferta | In trasferta | Totale | Totale | Totale | Totale | Totale | Totale | DR  |
| Competizione   | Punti | G       | V       | N       | P       | Gf      | Gs      | G            | V            | N            | P            | Gf           | Gs           | G      | V      | N      | P      | Gf     | Gs     | DR  |
| -------------- | ----- | ------- | ------- | ------- | ------- | ------- | ------- | ------------ | ------------ | ------------ | ------------ | ------------ | ------------ | ------ | ------ | ------ | ------ | ------ | ------ | --- |
| Super League   | 50    | 18      | 7       | 7       | 4       | 36      | 27      | 18           | 7            | 1            | 10           | 32           | 36           | 36     | 14     | 8      | 14     | 68     | 63     | +5  |
| Coppa Svizzera | -     | 0       | 0       | 0       | 0       | 0       | 0       | 6            | 5            | 0            | 1            | 19           | 8            | 6      | 5      | 0      | 1      | 19     | 8      | +11 |
| Totale         | 50    | 18      | 7       | 7       | 4       | 36      | 27      | 24           | 12           | 1            | 11           | 51           | 44           | 42     | 19     | 8      | 15     | 87     | 71     | +16 |

### Andamento in campionato
| Giornata  | 1 | 2 | 3 | 4 | 5 | 6 | 7 | 8 | 9 | 10 | 11 | 12 | 13 | 14 | 15 | 16 | 17 | 18 | 19 | 20 | 21 | 22 | 23 | 24 | 25 | 26 | 27 | 28 | 29 | 30 | 31 | 32 | 33 | 34 | 35 | 36 |
| --------- | - | - | - | - | - | - | - | - | - | -- | -- | -- | -- | -- | -- | -- | -- | -- | -- | -- | -- | -- | -- | -- | -- | -- | -- | -- | -- | -- | -- | -- | -- | -- | -- | -- |
| Luogo     | T | C | T | C | C | T | C | T | T | C  | T  | C  | T  | C  | T  | C  | C  | T  | T  | C  | C  | T  | C  | T  | C  | T  | C  | T  | C  | T  | C  | T  | C  | T  | T  | C  |
| Risultato | V | N | P | N | N | P | P | P | P | V  | P  | V  | V  | P  | P  | P  | N  | P  | V  | N  | V  | V  | V  | N  | N  | V  | V  | V  | N  | P  | V  | V  | P  | P  | P  | V  |
| Posizione | 4 | 3 | 4 | 6 | 6 | 8 | 8 | 8 | 8 | 7  | 9  | 7  | 6  | 7  | 8  | 8  | 8  | 8  | 8  | 8  | 8  | 7  | 5  | 6  | 6  | 6  | 6  | 5  | 5  | 5  | 5  | 4  | 5  | 5  | 5  | 5  |

Legenda:

Luogo: C = Casa; T = Trasferta. Risultato: V = Vittoria; N = Pareggio; P = Sconfitta.

### Statistiche dei giocatori
| Giocatore       | Super League | Super League | Super League | Super League | Coppa Svizzera | Coppa Svizzera | Coppa Svizzera | Coppa Svizzera | Totale   | Totale | Totale      | Totale     |
| Giocatore       | Presenze     | Reti         | Ammonizioni  | Espulsioni   | Presenze       | Reti           | Ammonizioni    | Espulsioni     | Presenze | Reti   | Ammonizioni | Espulsioni |
| --------------- | ------------ | ------------ | ------------ | ------------ | -------------- | -------------- | -------------- | -------------- | -------- | ------ | ----------- | ---------- |
| A. Abaz         | 0            | 0            | 0            | 0            | 0              | 0              | 0              | 0              | 0        | 0      | 0           | 0          |
| L. Ati-Zigi     | 36           | 0            | 1            | 0            | 0              | 0              | 0              | 0              | 36       | 0      | 1           | 0          |
| B. Babić        | 8            | 1            | 0            | 0            | 1              | 0              | 0              | 0              | 9        | 1      | 0           | 0          |
| A. Besio        | 29           | 1            | 6            | 0            | 5              | 1              | 0              | 0              | 34       | 2      | 6           | 0          |
| E. Cabral       | 23           | 0            | 2            | 1            | 3              | 1              | 0              | 0              | 26       | 1      | 2           | 1          |
| L. Clément      | 0            | 0            | 0            | 0            | 0              | 0              | 0              | 0              | 0        | 0      | 0           | 0          |
| O. Diakité      | 13           | 2            | 0            | 0            | 3              | 0              | 1              | 0              | 16       | 2      | 1           | 0          |
| S. Diarrassouba | 9            | 0            | 0            | 0            | 1              | 0              | 0              | 0              | 10       | 0      | 0           | 0          |
| K. Duah         | 33           | 15           | 2            | 0            | 6              | 3              | 1              | 0              | 39       | 18     | 3           | 0          |
| B. Fazliji      | 29           | 2            | 5            | 1            | 5              | 0              | 0              | 0              | 34       | 2      | 5           | 1          |
| J. Guillemenot  | 31           | 9            | 8            | 1            | 4              | 1              | 1              | 0              | 35       | 10     | 9           | 1          |
| L. Görtler      | 30           | 5            | 12           | 0            | 6              | 2              | 1              | 0              | 36       | 7      | 13          | 0          |
| A. Jankewitz    | 16           | 0            | 1            | 0            | 1              | 1              | 0              | 0              | 17       | 1      | 1           | 0          |
| D. Jaćović      | 1            | 0            | 0            | 0            | 0              | 0              | 0              | 0              | 1        | 0      | 0           | 0          |
| M. Kempter      | 12           | 1            | 0            | 0            | 1              | 0              | 1              | 0              | 13       | 1      | 1           | 0          |
| A. Kräuchi      | 0            | 0            | 0            | 0            | 0              | 0              | 0              | 0              | 0        | 0      | 0           | 0          |
| C. Lungoyi      | 15           | 2            | 2            | 0            | 1              | 0              | 0              | 0              | 16       | 2      | 2           | 0          |
| N. Lüchinger    | 10           | 2            | 3            | 0            | 3              | 0              | 0              | 0              | 13       | 2      | 3           | 0          |
| M. Maglica      | 16           | 1            | 4            | 0            | 2              | 1              | 1              | 0              | 18       | 2      | 5           | 0          |
| L. Münst        | 8            | 0            | 1            | 0            | 2              | 0              | 0              | 0              | 10       | 0      | 1           | 0          |
| M. Nuhu         | 9            | 0            | 3            | 0            | 1              | 0              | 0              | 0              | 10       | 0      | 3           | 0          |
| J. Quintillà    | 15           | 2            | 2            | 1            | 3              | 1              | 0              | 0              | 18       | 3      | 2           | 1          |
| V. Ruiz         | 29           | 5            | 3            | 0            | 6              | 1              | 0              | 0              | 35       | 6      | 3           | 0          |
| I. Schmidt      | 25           | 1            | 4            | 0            | 5              | 0              | 1              | 0              | 30       | 1      | 5           | 0          |
| F. Schubert     | 27           | 4            | 2            | 0            | 5              | 5              | 1              | 0              | 32       | 9      | 3           | 0          |
| T. Staubli      | 4            | 0            | 0            | 0            | 2              | 0              | 0              | 0              | 6        | 0      | 0           | 0          |
| L. Stergiou     | 27           | 0            | 2            | 0            | 3              | 0              | 1              | 0              | 30       | 0      | 3           | 0          |
| B. Stillhart    | 25           | 0            | 4            | 1            | 4              | 1              | 0              | 0              | 29       | 1      | 4           | 1          |
| P. Sutter       | 20           | 2            | 3            | 1            | 3              | 0              | 0              | 0              | 23       | 2      | 3           | 1          |
| B. Toma         | 16           | 1            | 1            | 0            | 3              | 0              | 1              | 0              | 19       | 1      | 2           | 0          |
| B. Traorè       | 13           | 0            | 1            | 0            | 2              | 0              | 0              | 0              | 15       | 0      | 1           | 0          |
| L. Watkowiak    | 0            | 0            | 0            | 0            | 6              | 0              | 0              | 0              | 6        | 0      | 0           | 0          |
| C. Witzig       | 2            | 0            | 0            | 0            | 0              | 0              | 0              | 0              | 2        | 0      | 0           | 0          |
| É. Youan        | 18           | 6            | 3            | 1            | 3              | 1              | 0              | 0              | 21       | 7      | 3           | 1          |
| J. von Moos     | 15           | 4            | 1            | 0            | 2              | 0              | 0              | 0              | 17       | 4      | 1           | 0          |